# A Sleeping Bee
A Sleeping Bee è un album di Art Farmer, pubblicato dall'etichetta svedese Grammofonverket Records nel 1974.I brani del disco furono registrati il 4 e 6 gennaio 1974 all'Europa Film Studios di Stoccolma (Svezia).

## Tracce
Lato A
1. It Might as Well Be Spring – 8:38 (Oscar Hammerstein II, Richard Rodgers)
2. Come Rain or Come Shine – 5:56 (Harold Arlen, Johnny Mercer)
3. Green Witch – 5:58 (Hörst Mühlbradt)

Lato B
1. A Sleeping Bee – 8:35 (Harold Arlen, Truman Capote)
2. A Bitty Ditty – 4:35 (Art Farmer)
3. Smiling Billy – 10:01 (Jimmy Heath)

Edizione CD del 2004, pubblicato dalla Sonet Records
1. It Might as Well Be Spring – 8:38 (Oscar Hammerstein II, Richard Rodgers)
2. Come Rain or Come Shine – 5:56 (Harold Arlen, Johnny Mercer)
3. Green Witch – 5:58 (Hörst Mühlbradt)
4. A Sleeping Bee – 8:35 (Harold Arlen, Truman Capote)
5. A Bitty Ditty – 4:35 (Art Farmer)
6. Smilin' Billy – 10:01 (Jimmy Heath)
7. Art for Lunch – 4:30 (Art Farmer) – Bonus Track
8. It Might as Well Be Spring – 8:52 (Oscar Hammerstein II, Richard Rodgers) – Bonus Track - Alternate Take
9. Smilin' Billy – 10:00 (Jimmy Heath) – Bonus Track - Alternate Take[4]

## Musicisti
- Art Farmer - tromba, flicorno
- Jan Schaffer - chitarra
- Göran Strandberg - pianoforte
- Red Mitchell - contrabbasso
- Sabu Martinez - percussioni
- Tony Inzalaco - batteria (tranne nel brano: A Bitty Ditty)
- Island Östlund - batteria (solo nel brano: A Bitty Ditty)